# Моји пријатељи Тигар и Пу
Моји пријатељи Тигар и Пу (енгл. My Friends Tigger & Pooh) је америчка рачунарски-анимирана телевизијска серија инспирисана А. А. Милновим Вини Пу. Серију је развио Walt Disney Television Animation и извшрни продуцент је Брајан Хохлфилд.
У Србији је приказивана 2010. године на каналу РТС 1, синхронизована на српски језик. Синхронизацију је радио студио Loudworks а продукцију Luxor Co.

## Улоге
| Лик     | Глас             |
| ------- | ---------------- |
| Дарби   | Клои Грејс Морец |
| Вини Пу | Џим Камингс      |
| Тигар   | Џим Камингс      |
| Праслин | Тревис Оатс      |
| Иар     | Питер Кален      |
| Зека    | Кен Сенсам       |
| Кенга   | Кет Суси         |
| Ру      | Макс Буркхолдер  |
| Лампи   | Кајл Стенџер     |
| Дабар   | Џим Камингс      |
| Детлић  | Ди Бредли Бејкер |